# Hr.Ms. Freyr (1877)
De Hr. Ms. Freyr was een Nederlandse rivierkanonneerboot van de Thorklasse en is vernoemd naar de Noorse god Freyr. De naam Freyr is later opnieuw door de Nederlandse marine gebruikt, voor het patroullevaartuig Hr. Ms. Freyr (1954). De Freyr uit 1877 is gebouwd door de Zuid-Hollandse scheepswerf Christie, Nolet en Kuiper in Delfshaven. In 1916 is bij een revisie het 28 cm kanon van het schip vervangen door een 7,5 cm kanon. Negen schepen van de al meer dan zestig jaar oude Thorklasse, waaronder de Freyr, waren nog in de vaart bij het uitbreken van de Tweede Wereldoorlog.

## De Freyr tijdens de Tweede Wereldoorlog
In de meidagen van 1940 was de Freyr gestationeerd in Amsterdam. Op 14 mei werd het schip door de eigen bemanning op het Binnen-IJ tot zinken gebracht. Na de capitulatie van Nederland werd het schip op last van de Duitse bezetters gelicht en naar Den Helder gesleept. De Freyr was in een dusdanig slechte staat dat het schip niet door de Duitse strijdkrachten werd opgeknapt. In september 1944, werd de Freyr als blokschip in de buitenhaven van Den Helder weer tot zinken gebracht. Na de Duitse capitulatie op 5 mei 1945 bleef het schip nog twee jaar in de buitenhaven liggen, pas in november 1947 werd het gelicht om voor de sloop verkocht te worden.